# Ismo Falck
Ismo Kalevi Falck (Paltamo, 22 de agosto de 1966) é um arqueiro finlandês, medalhista olímpico.

## Carreira
Ismo Falck representou seu país nos Jogos Olímpicos em 1988 a 1992, ganhando a medalha de prata por equipes em 1992.